# Igreja Matriz de Monchique
A Igreja Matriz de Monchique, igualmente conhecida como Igreja de Nossa Senhora da Conceição, é um edifício religioso na vila e no município de Monchique, na região do Algarve, em Portugal. Foi classificada como Imóvel de Interesse Público em 1997.

## Descrição

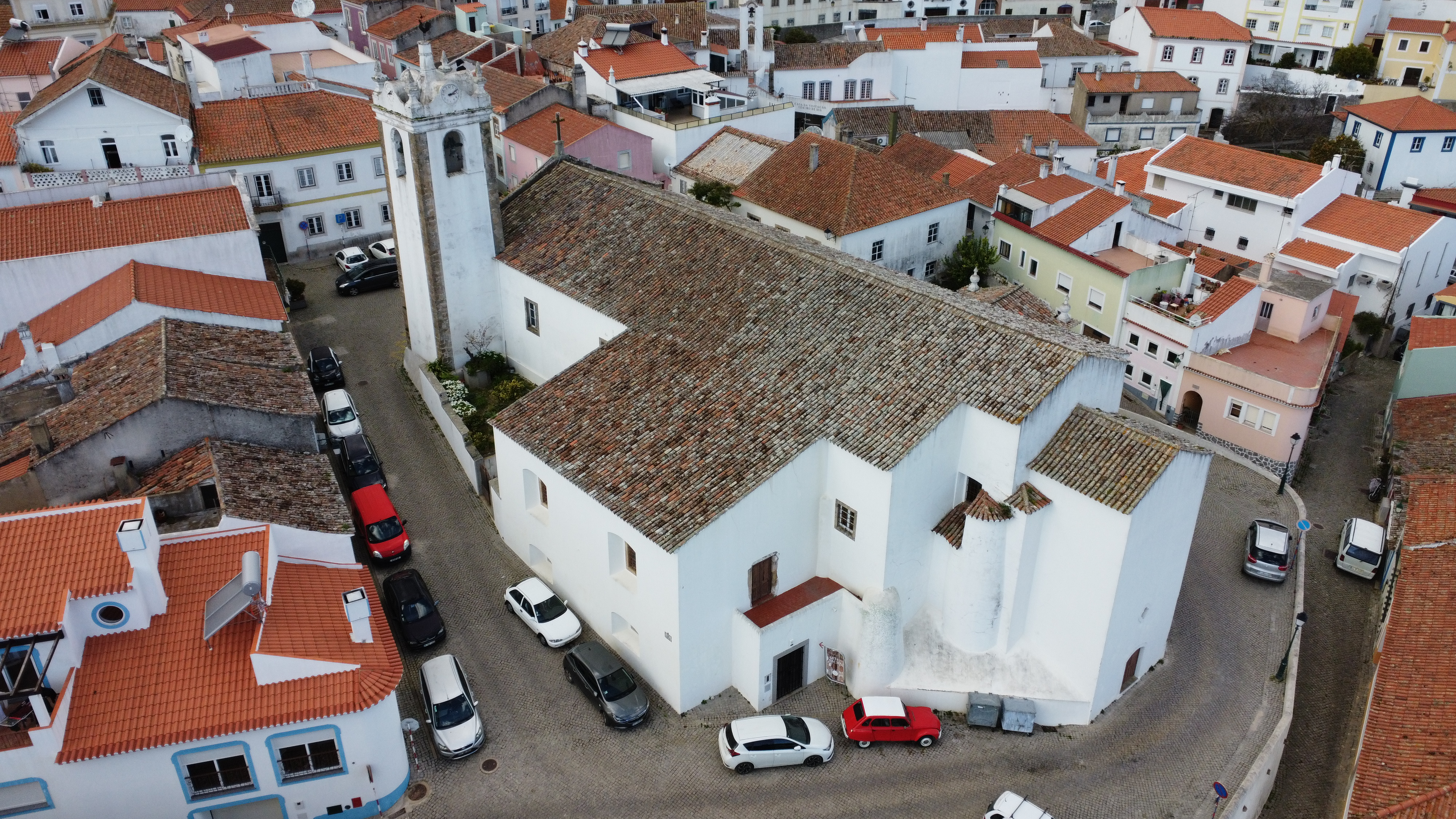
Vista das traseiras da Igreja, em Março de 2023.

A Igreja Matriz de Monchique apresenta uma miscelânea de estilos arquitectónicos, devido às várias modificações e expansões ao longo da sua história, mas ainda sobreviveram alguns elementos originais, principalmente os portais, que são de traça manuelina. Com efeito, a Igreja é considerada uma das mais interessantes produções locais desta corrente estilística. O pórtico principal, de arco quebrado, está ladeado com colunas de forma retorcida, rematadas por pináculos. Os capitéis estão ricamente esculpidos, destacando-se a representação de duas cabeças humanas, uma de cada lado, como se servissem para vigiar a entrada do edifício. Este portal é considerado um exemplo raro do estilo Manuelino, devido à sua forma polilobulada e desenho raiado, tendo sido encontrados apenas alguns modelos semelhantes noutras regiões do país, como a Igreja de Redinha, no Distrito de Leiria, e na antiga Índia Portuguesa, nomeadamente a Igreja de Nossa Senhora da Esperança, em Cochim. O portal é encimado por um óculo, igualmente no estilo manuelino. Os portais laterais, de forma mais sóbria, também serão do mesmo período.

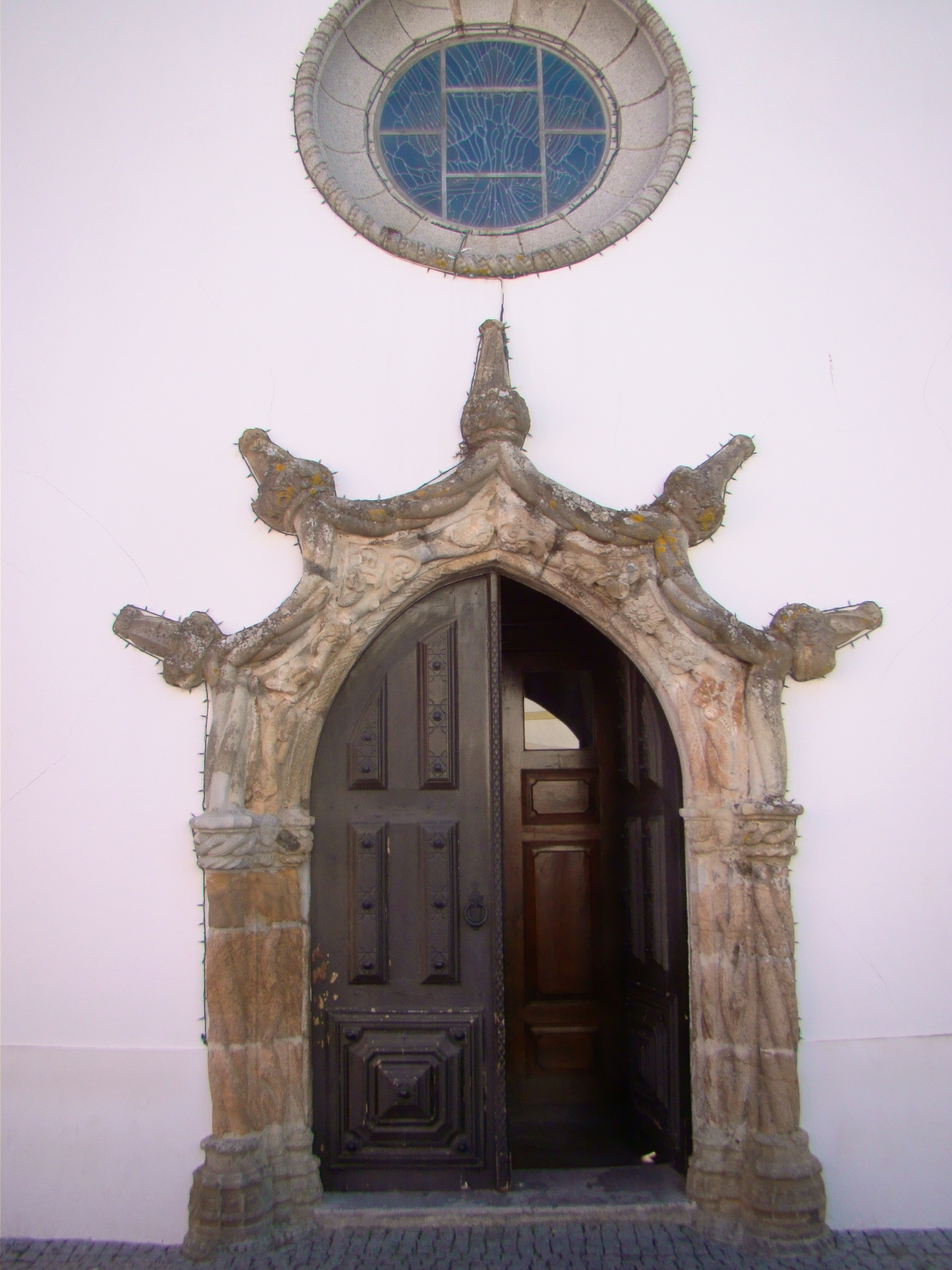
Pórtico principal da Igreja, em estilo manuelino.

O interior está dividido em três naves, separadas por várias colunas com capitéis de cordões torcidos, espelhando desta forma a decoração da porta principal. Na capela-mor destaca-se o retábulo barroco do século XVIII, com talha dourada joanina, de estrutura tripartida, com uma larga tribuna axial, flanqueada por dois corpos com colunas salomónicas, que aguentam o conjunto das arquivoltas. Destacam-se as duas figuras dos anjos no arco, segurando representações da Lua e do Sol, e os dois atlantes, que suportam parte do conjunto. Outro elemento de especial interesse é o sacrário, que apresenta uma forma de templete. No centro está uma imagem de Nossa Senhora da Conceição, do século XVIII, que provavelmente foi obra do escultor Machado de Castro.
A capela do Santíssimo Sacramento apresenta igualmente um retábulo barroco, e um interessante conjunto de azulejaria seiscentista, que cobre a abóbada manuelina, destacando-se os quatro painéis com alminhas, e parte das paredes, representando o São Francisco a salvar almas, e São Miguel a combater o Diabo. Na capela de Nossa Senhora do Carmo encontra-se um retábulo do século XVIII, em madeira de castanho encerada, e que apresenta uma planta de forma convexa, o que é considerado raro na região do Algarve. Este retábulo terá provavelmente terá vindo do antigo Convento de Nossa Senhora do Desterro. A capela do Sagrado Coração também tem um retábulo barroco. A capela lateral, no estilo manuelino, tem uma cobertura com abóbadas de ogivas simples, em cujo fecho foi representada a Cruz de Cristo, e as paredes estão forradas com azulejos figurativos, do século XVII ou dos finais do século XVIII. Inclui um retábulo em talha dourada do século XVIII, igualmente de forma tripartida. No interior da igreja também se destacam as várias imagens e um tesouro sacro, formado por peças de culto, igualmente oriundas do antigo convento, e por paramentos.
O edifício inclui um pequeno museu, onde foram expostos vários instrumentos litúrgicos.

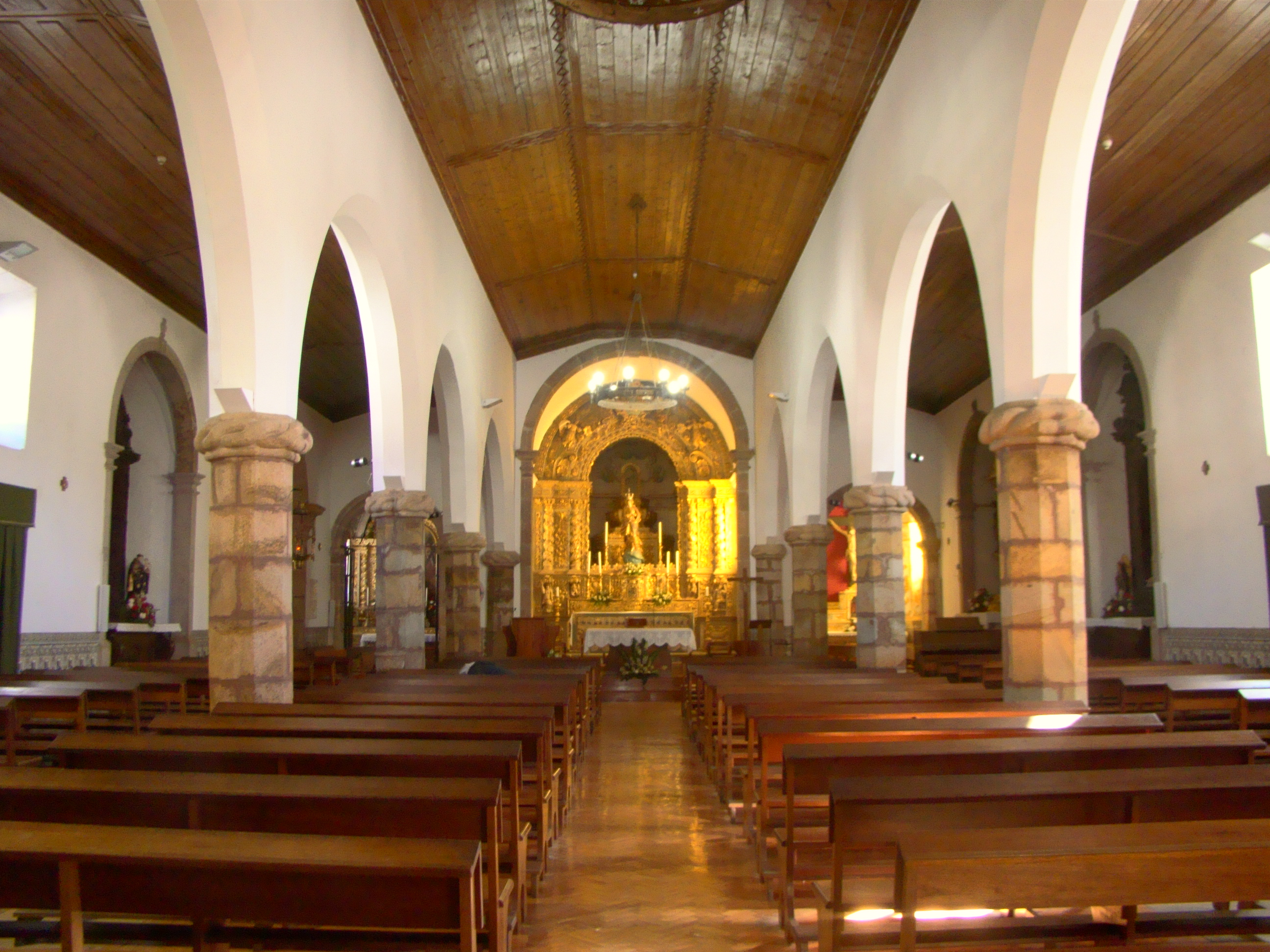
Interior da Igreja, em 2018.

## História
A igreja foi construída entre os séculos XV e XVI, tendo-se avançado a teoria que terá sido sagrada em 1495, ano em que a vila de Monchique foi visitada pelo rei D. João II. Porém, o edifício apresenta uma aparência típica do século XVI, estando plenamente integrada no estilo conhecido como Manuelino.
Durante os séculos seguintes, a igreja conheceu uma grande expansão a nível de elementos artísticos e religiosos, tendo por exemplo as paredes e a abóbada da capela lateral sido forrados de azulejos no século XVII, e em setecentos foram instalados os dois retábulos da capela lateral e da capela-mor. Por seu turno, tanto o arco triunfal como o arco de entrada da capela baptismal também são provavelmente setencentistas ou da transição para aquele século. O edifício foi muito danificado pelo terramoto de 1755, tendo ainda no mesmo século sido feitas as obras de reconstrução, que incidiram sobre a sacristia, a abóbada da capela-mor, a tribuna e a torre.
Nos princípios do século XX o edifício voltou a ser alvo de grandes obras de restauro e expansão, tendo entre 1900 e 1901 sido conservadas as colunas e construído o guarda vento, e em 1902 foi instalado o baptistério. Em 1903 foi feita a pintura das coberturas, restaurada a capela do Santíssimo Sacramento, e instaladas as capelas do Sagrado Coração de Jesus e das Almas. Por volta de 1910, foram abertos os arcos para as capelas do Espírito Santo, e entre 1910 e 1920 foi feita a construção das capelas de Nossa Senhora de Fátima e de Santa Teresinha. Em Fevereiro de 1969, o edifício da igreja sofreu danos devido a um sismo. Em 1989 e 1994, foram feitos algumas obras de restauro, e em 1997 a igreja foi classificada como Imóvel de Interesse Público.

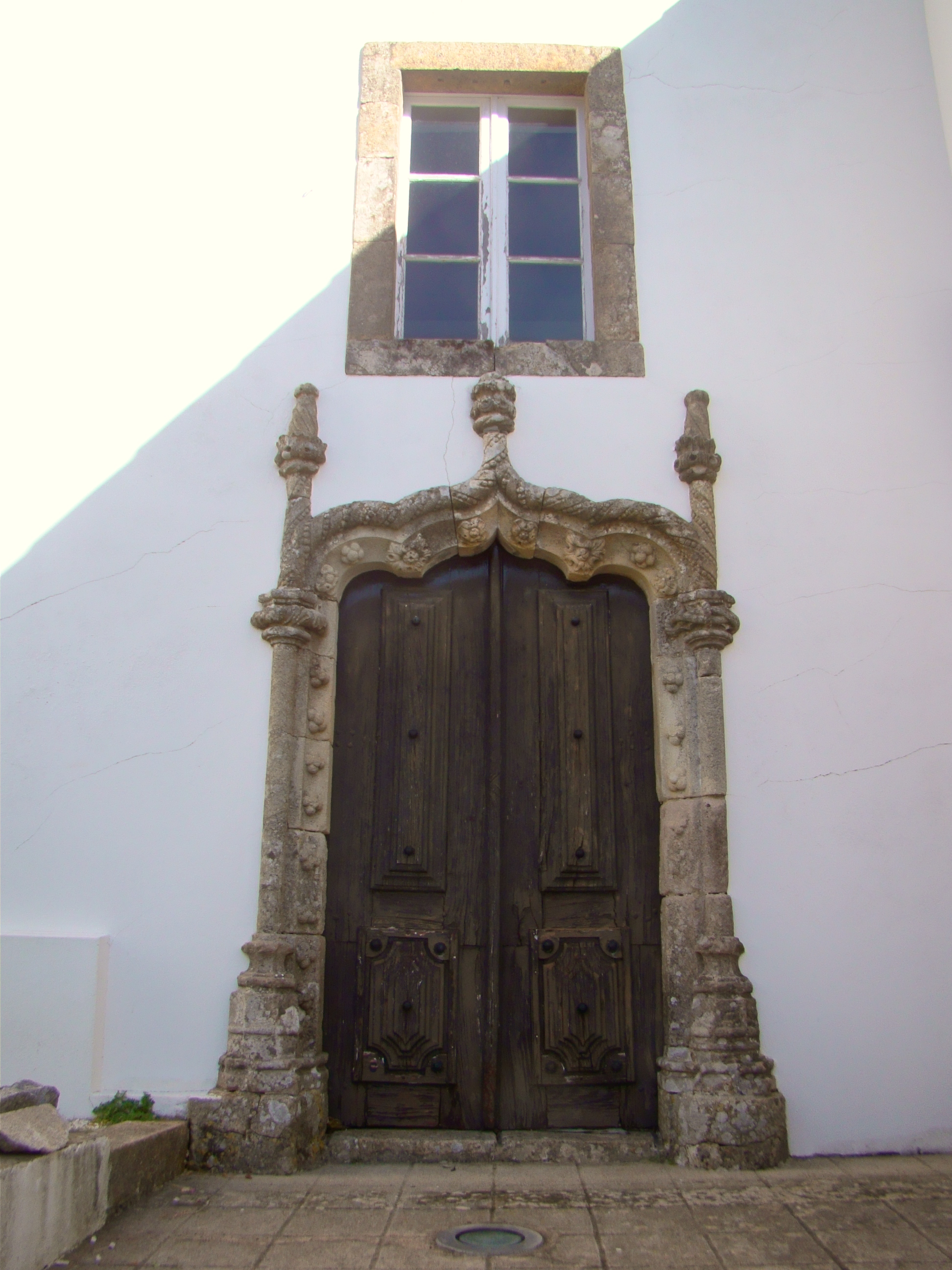
Portal lateral, igualmente de corrente manuelina.